# Ceblepyris cucullatus
A Ceblepyris cucullatus a madarak osztályának verébalakúak (Passeriformes) rendjébe és a tüskésfarúfélék (Campephagidae) családjába tartozó faj.

## Rendszerezése
A fajt Alphonse Milne-Edwards és Émile Oustalet írták le 1858-ban, a Graucalus nembe Graucalus cucullatus néven. Egyes szervezetek a Coracina nembe sorolják Coracina cucullata néven.

## Alfajai
- Ceblepyris cucullatus cucullatus (Milne-Edwards & Oustalet, 1885)
- Ceblepyris cucullatus moheliensis Benson, 1960

## Előfordulása
A Comore-szigetek területén honos. Természetes élőhelyei a szubtrópusi vagy trópusi száraz erdők, síkvidéki és hegyi esőerdők. Állandó, nem vonuló faj.

## Természetvédelmi helyzete
Az elterjedési területe kicsi és folyamatosan csökken, egyedszáma 1000-2499 példány közötti és szintén csökken. A Természetvédelmi Világszövetség Vörös listáján veszélyeztetett fajként szerepel.